# Sfalerone
Uno sfalerone (dal greco σφαλερός, "scivoloso") è una soluzione teorica statica delle equazioni di campo elettrodebole nel contesto del Modello Standard della fisica delle particelle. Si tratta di un punto di sella nel potenziale elettrodebole, coinvolto in processi non perturbativi che violano la conservazione del numero barionico (B) e del numero leptonico (L), ma preservano la quantità B - L (differenza tra numero di barioni e leptoni). Gli sfaleroni sono fondamentali per la bariogenesi, il processo che ha generato l'asimmetria tra materia e antimateria nell'universo primordiale, e sono oggetto di studio nella fisica teorica per il loro ruolo nelle interazioni fondamentali e nella cosmologia.

## Descrizione
Uno sfalerone è una configurazione di campo instabile che rappresenta una barriera energetica tra stati topologicamente distinti del vuoto elettrodebole, caratterizzati da numeri di barioni e leptoni diversi. A differenza degli istantoni, che descrivono fenomeni di tunneling quantistico tra stati di vuoto, gli sfaleroni sono associati a transizioni classiche sopra la barriera, rese possibili da fluttuazioni termiche ad alte energie, come quelle dell'universo primordiale durante o subito dopo il Big Bang.
La massa stimata di uno sfalerone è di circa 10 TeV, rendendolo inaccessibile agli esperimenti attuali, come quelli condotti al Large Hadron Collider (LHC). Il processo mediato dagli sfaleroni converte tre barioni (ad esempio, protoni o neutroni) in tre antileptoni (come antielettroni o antineutrini), violando la conservazione di B e L, ma conservando B - L. Questi processi sono non perturbativi, ovvero non descrivibili tramite i tradizionali diagrammi di Feynman del Modello Standard.

## Proprietà fisiche
Gli sfaleroni presentano proprietà uniche che li distinguono nel panorama della fisica teorica:
- Energia di attivazione: Richiedono un'energia di circa 10 TeV per superare la barriera energetica, corrispondente alla loro massa stimata.[4]
- Conservazione delle quantità: Violano i numeri di barioni (B) e leptoni (L), ma preservano B - L, una proprietà derivata dalla struttura delle interazioni elettrodebole.[2]
- Natura non perturbativa: Non possono essere modellati con tecniche perturbative standard, richiedendo approcci come le simulazioni lattice o soluzioni numeriche.[4]
- Dipendenza dalla temperatura: Gli sfaleroni erano più attivi a temperature elevate, prima della rottura della simmetria elettrodebole, quando le fluttuazioni termiche potevano superare la barriera energetica.[3]
- Struttura matematica: Le equazioni che descrivono gli sfaleroni coinvolgono i campi Higgs e gauge. Le soluzioni numeriche per le funzioni {\displaystyle h(\xi )} (campo Higgs) e {\displaystyle f(\xi )} (campo gauge), con {\displaystyle \xi } come distanza radiale normalizzata, descrivono il comportamento dei campi nella fase di simmetria non rotta.[1]

La topologia del vuoto elettrodebole, descritta tramite i numeri di Chern-Simons, è cruciale per comprendere le transizioni mediate dagli sfaleroni, che collegano stati di vuoto con numeri barionici diversi.

## Storia e sviluppo teorico
Il concetto di sfalerone fu introdotto nel 1984 da Frans R. Klinkhamer e Norman S. Manton, che identificarono una soluzione a punto-sella nelle equazioni elettrodebole del Modello Standard, pubblicata nell'articolo "A saddle-point solution in the Weinberg-Salam theory". Questo lavoro dimostrò che i processi non perturbativi potevano violare la conservazione di B e L, aprendo nuove prospettive nella teoria elettrodebole.
Negli anni '90, il ruolo degli sfaleroni nella bariogenesi fu approfondito da ricercatori come Michael Dine e Alexander Kusenko, che collegarono questi processi all'asimmetria materia-antimateria osservata nell'universo. La possibilità che gli sfaleroni convertissero squilibri leptonici in squilibri barionici rafforzò l'interesse per la leptogenesi come meccanismo complementare alla bariogenesi.
Negli ultimi decenni, le simulazioni numeriche e i progressi nella teoria quantistica dei campi hanno permesso di affinare le stime della massa degli sfaleroni e delle condizioni per la loro attivazione, sebbene le complessità dei calcoli non perturbativi rimangano una sfida.

## Implicazioni cosmologiche
Gli sfaleroni sono essenziali per comprendere la bariogenesi, il processo responsabile dell'asimmetria tra materia e antimateria, con un rapporto osservato di circa {\displaystyle 10^{-10}} tra barioni e fotoni nell'universo attuale. Nell'universo primordiale, a temperature superiori a 100 GeV, gli sfaleroni erano abbondanti e potevano eliminare qualsiasi eccesso netto di barioni o leptoni, a meno che la transizione elettrodebole non fosse di primo ordine, preservando uno squilibrio.
Un meccanismo chiave è la leptogenesi, in cui uno squilibrio leptonico iniziale (ad esempio, generato dal decadimento di neutrini pesanti) veniva convertito in un eccesso barionico tramite processi sfalerone. Questo processo è considerato uno dei principali candidati per spiegare l'asimmetria cosmologica.
Uno studio del 2023 di Jaeckel e Yin ha proposto che gli sfaleroni ad alta energia possano contribuire alla bariogenesi anche a temperature inferiori a 100 GeV, in presenza di particelle massive a lunga vita che riscaldano localmente l'universo, ampliando gli scenari cosmologici in cui gli sfaleroni potrebbero essere rilevanti.

## Osservabilità e limiti sperimentali
L'elevata massa degli sfaleroni (~10 TeV) li rende inaccessibili agli acceleratori attuali, come l'LHC, che raggiunge energie di collisione fino a 13-14 TeV ma non in configurazioni sufficienti per attivare processi sfalerone. Ricerche sperimentali hanno cercato firme indirette in collisioni protone-protone, ma i risultati sono stati inconclusivi, spesso confusi con fenomeni come buchi neri microscopici o effetti di fisica oltre il Modello Standard.
La rarità degli sfaleroni in condizioni moderne e la complessità delle loro firme sperimentali rendono la loro osservazione diretta improbabile con le tecnologie attuali. Tuttavia, simulazioni lattice e modelli teorici continuano a fornire indizi sul loro comportamento, specialmente in contesti cosmologici.

## Applicazioni speculative
I processi mediati dagli sfaleroni potrebbero, in teoria, generare energia con un'efficienza molto superiore alla fusione nucleare, convertendo materia barionica in antileptoni con un rilascio energetico significativo. Questo ha portato a speculazioni su ipotetici "sfaleronizzatori", dispositivi che civiltà avanzate potrebbero utilizzare per estrarre energia dalla materia. Tali idee, tuttavia, sono puramente teoriche, poiché richiedono tecnologie capaci di manipolare energie estreme.
Gli sfaleroni sono stati anche proposti come mediatori di fenomeni esotici in teorie speculative, come la formazione di strutture topologiche in universi alternativi, ma queste ipotesi rimangono fuori dal consenso scientifico.

## Ricerca attuale
La ricerca sugli sfaleroni è attiva, con particolare attenzione ai processi non perturbativi e al loro ruolo nella fenomenologia del Modello Standard. Il workshop del 2025 al CERN, "Effective Theories for Nonperturbative Physics", dedica sessioni agli oggetti topologici come gli sfaleroni, evidenziando il loro interesse per la comunità scientifica. Studi recenti esplorano l'interazione degli sfaleroni con campi scalari aggiuntivi o estensioni del Modello Standard, come la supersimmetria o teorie con dimensioni extra.
Le simulazioni lattice, che modellano i campi quantistici su griglie discrete, stanno migliorando la comprensione degli sfaleroni, sebbene le incertezze nei calcoli non perturbativi persistano. Questi progressi potrebbero aprire nuove prospettive per test indiretti nei futuri esperimenti o osservazioni cosmologiche.